# Conigo
Conigo è una frazione del comune di Noviglio in provincia di Milano. Il villaggio è posto notevole distanza a sudest del centro abitato, mentre è a stretto contatto con Binasco, da cui è separato solo dall'autostrada per Genova.

## Storia
Fu un antico comune del Milanese,  infeudato con Rosate a vari signori fra cui gli Stampa.
Fin dal Cinquecento Conigo fu sede di parrocchia, già dedicata alla Natività di Maria e solo molto recentemente reintitolata allo Spirito Santo. In base al censimento voluto nel 1771 dall'imperatrice Maria Teresa, Conigo contava 272 anime. Alla proclamazione del Regno d'Italia nel 1805 risultava avere 250 abitanti. Nel 1811 fu soppresso con regio decreto di Napoleone ed annesso a Binasco. Il Comune di Conigo fu quindi ripristinato con il ritorno degli austriaci, che ritornarono però sui loro passi nel 1841 quando sciolsero nuovamente il comune, annettendolo però stavolta a Noviglio, per rispettare più gli antichi legami amministrativi che le più moderne e già allora evidenti relazioni col vicino nucleo urbano binaschese.

## Monumenti e luoghi d’interesse

### Architetture religiose
La Chiesa di Santa Maria Nascente è stata sede di una parrocchia pluri-centenaria, per la quale nel 2000 è stata costruita un edificio moderno nel quartiere di Santa Corinna.